# No More Shall We Part
No More Shall We Part è l'undicesimo album discografico di Nick Cave and the Bad Seeds, pubblicato nel 2001.

## Il disco
L'album rappresenta un notevole taglio rispetto al passato, sebbene intuibile dal lavoro precedente The Boatman's Call.
Le atmosfere punk dei lavori precedenti tendono quasi a scomparire, lasciando il posto a una strumentazione basata soprattutto sul piano di Cave e il violino di Warren Ellis, e batterie spesso addirittura assenti.
Anche lo stile lirico si evolve, con Cave che, nelle parole dei pezzi del disco, tende a esporre frequenti citazioni di carattere religioso, anche questa una novità in qualche modo anticipata dal predecessore di No More Shall We Part.
I pezzi principali di questo album, da molti fan di Nick Cave interpretato come una rottura clamorosa col passato, da altri invece come una dovuta evoluzione, sono i singoli As I Sat Sadly by Her Side e Fifteen Feet of Pure White Snow, oltre a God is in the House, il pezzo ad essere eseguito più spesso dal vivo da questo lavoro discografico, che ha anche dato il nome a quello che finora è l'unico DVD live pubblicato dal cantautore australiano.

## Tracce
1. As I Sat Sadly by Her Side – 6:15 (Nick Cave)
2. And No More Shall We Part – 4:00 (Nick Cave)
3. Hallelujah – 7:48 (Nick Cave, Warren Ellis)
4. Love Letter – 4:08 (Nick Cave)
5. Fifteen Feet of Pure White Snow – 5:36 (Nick Cave)
6. God Is in the House – 5:44 (Nick Cave)
7. Oh My Lord – 7:30 (Nick Cave)
8. Sweetheart Come – 4:58 (Nick Cave, Barry Adamson)
9. The Sorrowful Wife – 5:18 (Nick Cave)
10. We Came Along This Road – 6:08 (Nick Cave)
11. Gates to the Garden – 4:09 (Nick Cave)
12. Darker with the Day – 6:07 (Nick Cave, Warren Ellis)

Durata totale: 67:41

## Formazione
- Nick Cave - voce, pianoforte
- Mick Harvey - chitarra, batteria
- Blixa Bargeld - chitarra
- Conway Savage - organo
- Warren Ellis - violino
- Martyn P. Casey - basso
- Thomas Wydler - batteria

Ospiti:
- Jim Sclavunos - batteria, percussioni
- Kate McGarrigle - cori
- Anna McGarrigle - cori